# Hiperpotassèmia
La hiperpotassèmia (o hipercalèmia, del llatí: hiper, alt; kalium, potassi; -emia, "en la sang") és un trastorn electrolític en el qual la concentració de l'electròlit potassi (K+) és elevada en la sang. La hiperpotassèmia extrema és una emergència mèdica a causa del risc de trastorns del ritme cardíac potencialment mortals (arrítmia).
La hiperpotassèmia té uns nivells de potassi en sèrum superiors a 5,5 mEq/L. Els nivells normals de potassi en sèrum són entre 3,5 i 5,0 mEq/L; com a mínim 95% potassi del cos es troba dins de les cèl·lules, i la resta en la sang. Aquest gradient de concentració es manté principalment per la bomba de Na+/K+.

## Signes i símptomes
Els símptomes són bastant inespecífics i generalment inclouen malestar, palpitacions i debilitat muscular. Una hiperventilació lleu pot indicar una resposta compensatòria a una acidosi metabòlica, que és una de les possibles causes d'hiperpotassèmia. Sovint, però, el problema es detecta durant la realització d'anàlisis de sang per a un trastorn mèdic, o que només ve a l'atenció mèdica després d'haver desenvolupat complicacions, com una arrítmia cardíaca o una aturada cardiorespiratòria.
Durant la presa d'historial mèdic, un metge se centrarà en una malaltia renal i en l'ús d'alguns medicaments (vegeu més avall), ja que aquestes són les principals causes. La combinació de dolor abdominal, hipoglucèmia i hiperpigmentació, sovint en el context d'una història d'altres trastorns autoimmunes, poden ser signes d'una malaltia d'Addison, que llavors és una emergència mèdica.

## Causes

### Disminució de l'excreció
- Fàrmacs: inhibidors de l'ECA, ciclosporina, heparina, medicaments antiinflamatoris no esteroidals.
- Insuficiència suprarenal
- Nefropaties: lesió renal aguda, malaltia renal crònica, obstrucció, etc.

### Ingesta excessiva de potassi
- Dieta
- Suplements orals de potassi
- Transfusions de sang
- Fàrmacs de contenen potassi (per exemple, penicil·lina G)

### Augment del moviment del potassi fora les cèl·lules
- Fàrmacs: Beta bloquejadors
- Augment del catabolisme tissular: lisi tumoral aguda, cremades
- Deficiència d'insulina: diabetis mellitus, dejú
- Exercici
- Acidosi metabòlica

## Tractament
Quan es produeixen arrítmies, o quan els nivells de potassi són superiors a 6,5 mmol/l, cal baixar urgentment els nivells de potassi. Diversos agents que s'utilitzen disminueixen els nivells de potassi transitòriament. La seva elecció depèn del grau i de la causa de la hiperpotassèmia, i d'altres aspectes de la situació del pacient.
El potassi es pot unir a alguns fàrmacs del tracte gastrointestinal, com per exemple el poliestirensulfonat càlcic (Resincalcio©).
Els diürètics de la nansa (furosemida, torasemida) poden augmentar l'excreció renal de potassi en persones amb una funció renal intacta.